# Csíkos szender
A csíkos szender (Hippotion celerio) a szenderfélék családjába tartozó, Eurázsia és Ausztrália trópusi, szubtrópusi vidékein elterjedt lepkefaj, amely Európába is elkóborol. 

## Megjelenése
A csíkos szender szárnyfesztávolsága 6-7,2 cm. Feje a torhoz képest viszonylag nagy és széles; a szeme is nagy. A tor és a potroh aránylag karcsú, a potroh fokozatosan elvékonyodik el. Feje barnássárga; a tor barna, kétoldalt barnássárga; a potroh barnássárga, gerincvonala sárgás, kétoldalt barna sáv kíséri. Az elülső szárny olyan színű, mint a teste, rajta sárga és barna hosszanti sávokkal. Közepén kis, kerek, sötétbarna folt található. A csúcstól a szárny tövének közepéig ezüstös sáv húzódik. A hátsó szárny töve élénk rózsaszínű, a belső szegély felé sárgás. A két fekete hosszanti sávból a külső keskeny, a belső jóval szélesebb. A szárnyak fonákja zöldessárga, árnyékszerű rajzolattal. A szárnyak rojtja rövid, barna és fehér színű.
Petéje világoszöld, kerek, fényes.
Hernyója barna, zöld, vörösesbarna, sötétszürke is lehet; oldalán sötétebb mintázattal és sárga oldalvonalakkal. A test elején, a 4. szelvényen két zöld vagy sárga keretű, fekete színű, fehér magvú szemfolt látható. Az 5. szelvényen két kisebb sárga folt látszik. A test végén hosszú szarvszerű nyúlvánnyal rendelkezik. Hossza a 8 cm-t is elérheti.
Világosbarna bábjának háta, szárnytokjai és feje sötétebb, potroha vörhenyes. Hossza kb. 4,5 cm.

### Hasonló fajok
Magyarországon nem él hasonló faj. 

## Elterjedése
Eurázsia és Ausztrália trópusi, szubtrópusi régióiban honos, de minden évben messzire elkóborol, bejárja Nyugat- és Közép-Európát is. Észak-Afrikában és a Kanári-szigeteken stabil populációi vannak, de ettől északabbra nem tud áttelelni. Magyarországon ritka, inkább délen lehet találkozni kóbor egyedeivel. 

## Életmódja
Sziklalejtőkön, vízmosásokban, útszéleken, kertekben, gyümölcsökben fordul elő. 
Alkonyatkor, hajnalban aktív. Igen jól repül. Első nemzedéke messzire elkóborol. Június-júliusban jelenik meg Európában, de az Alpoktól északra csak egy-egy eltéved példány jut. Hernyója szőlő és különféle lágyszárúak, sóska-, galaj-, kontyvirág-, nebáncsvirágfajok leveleivel táplálkozik. Dél-Európában a szőlő kártevője lehet. A trópusokon a taroültetvényekben okoz károkat, viszont a papaja fontos beporzója. Bábja a földben telel át, de a hideg európai telek során elpusztul.    
Fogságban is könnyen tartható és szaporítható. Az imágókat cukros vízzel, a hernyókat szőlő-vagy salátalevéllel lehet etetni.
Magyarországon nem védett.

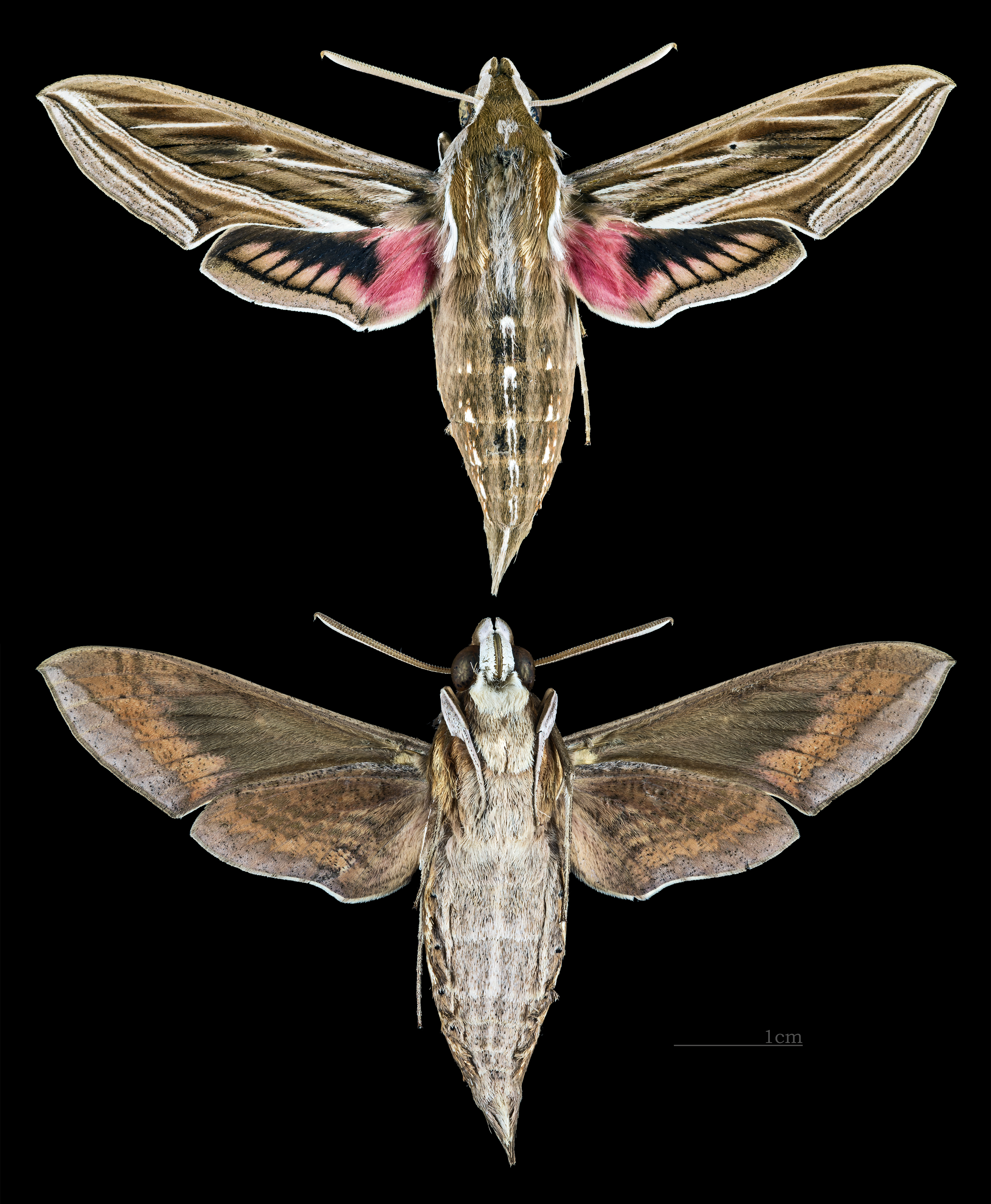
Hím
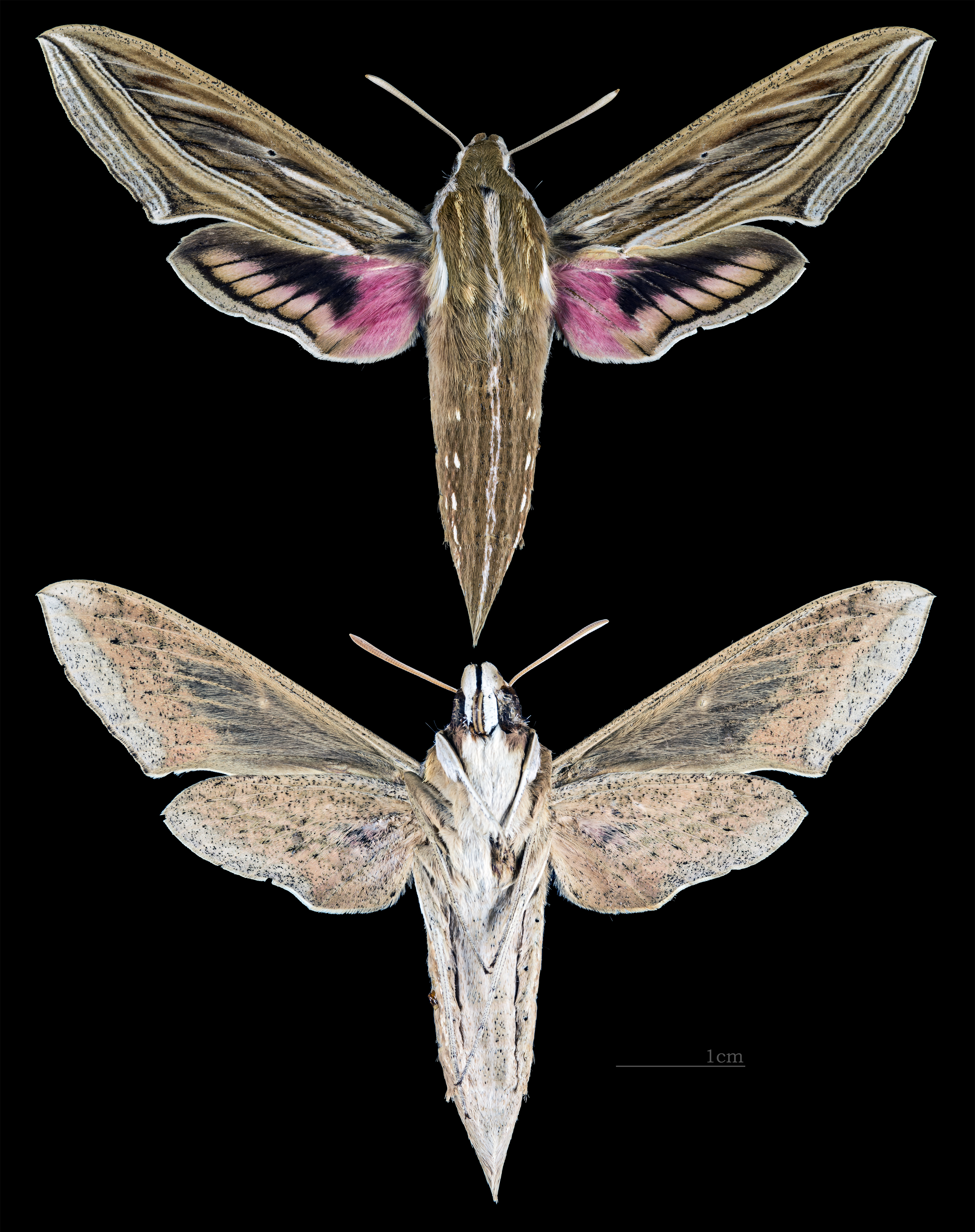
Nőstény
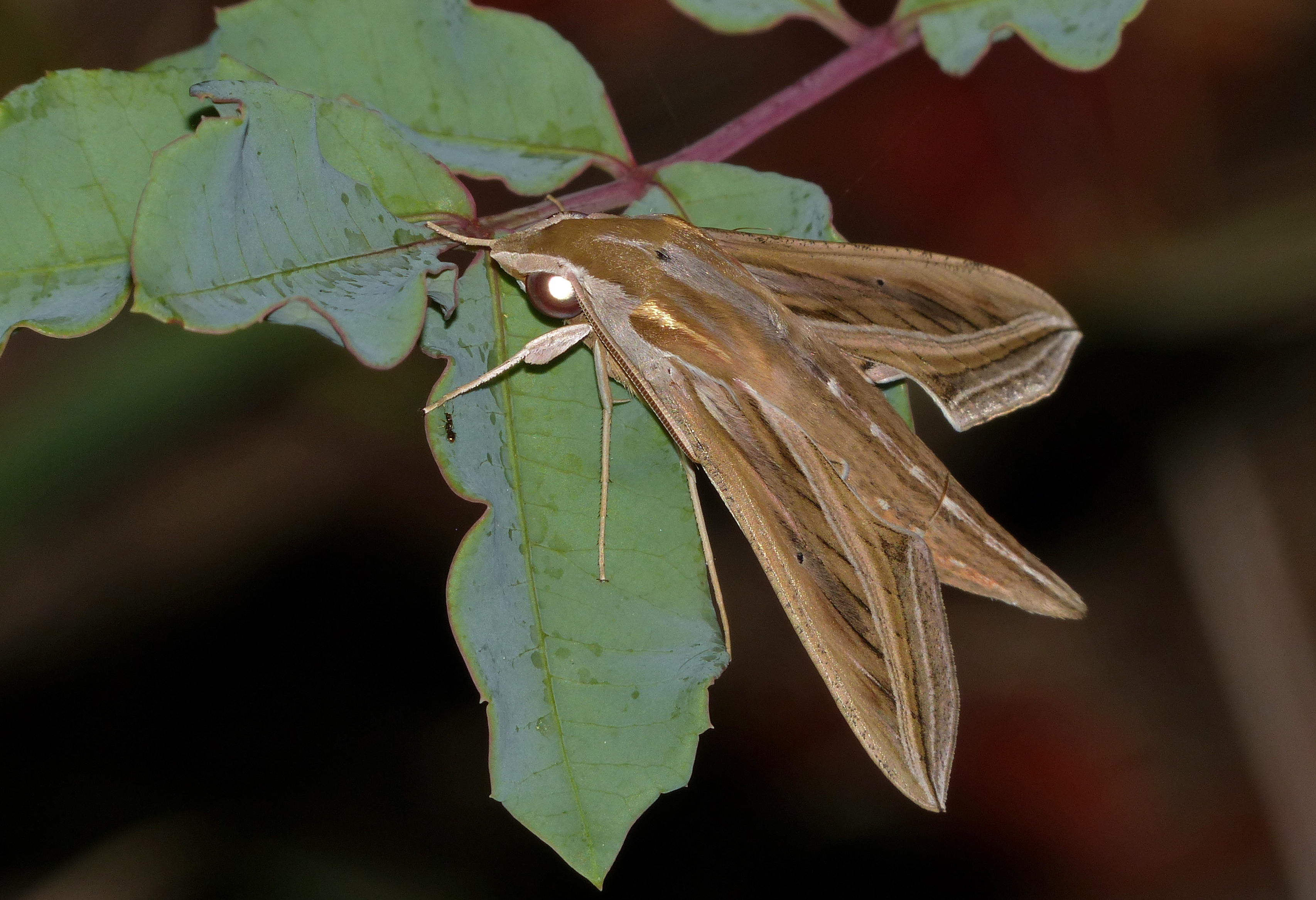
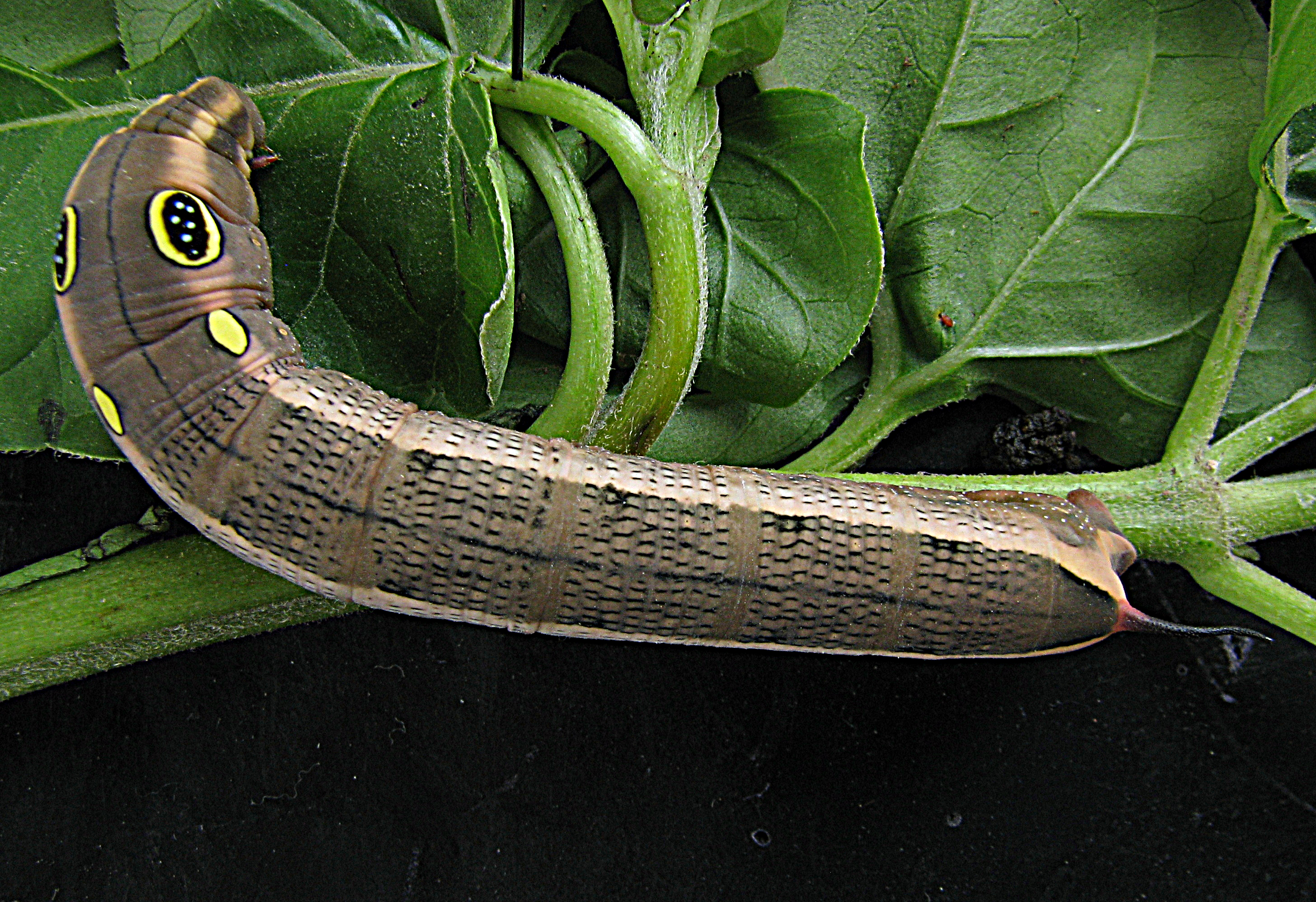
Barna hernyó
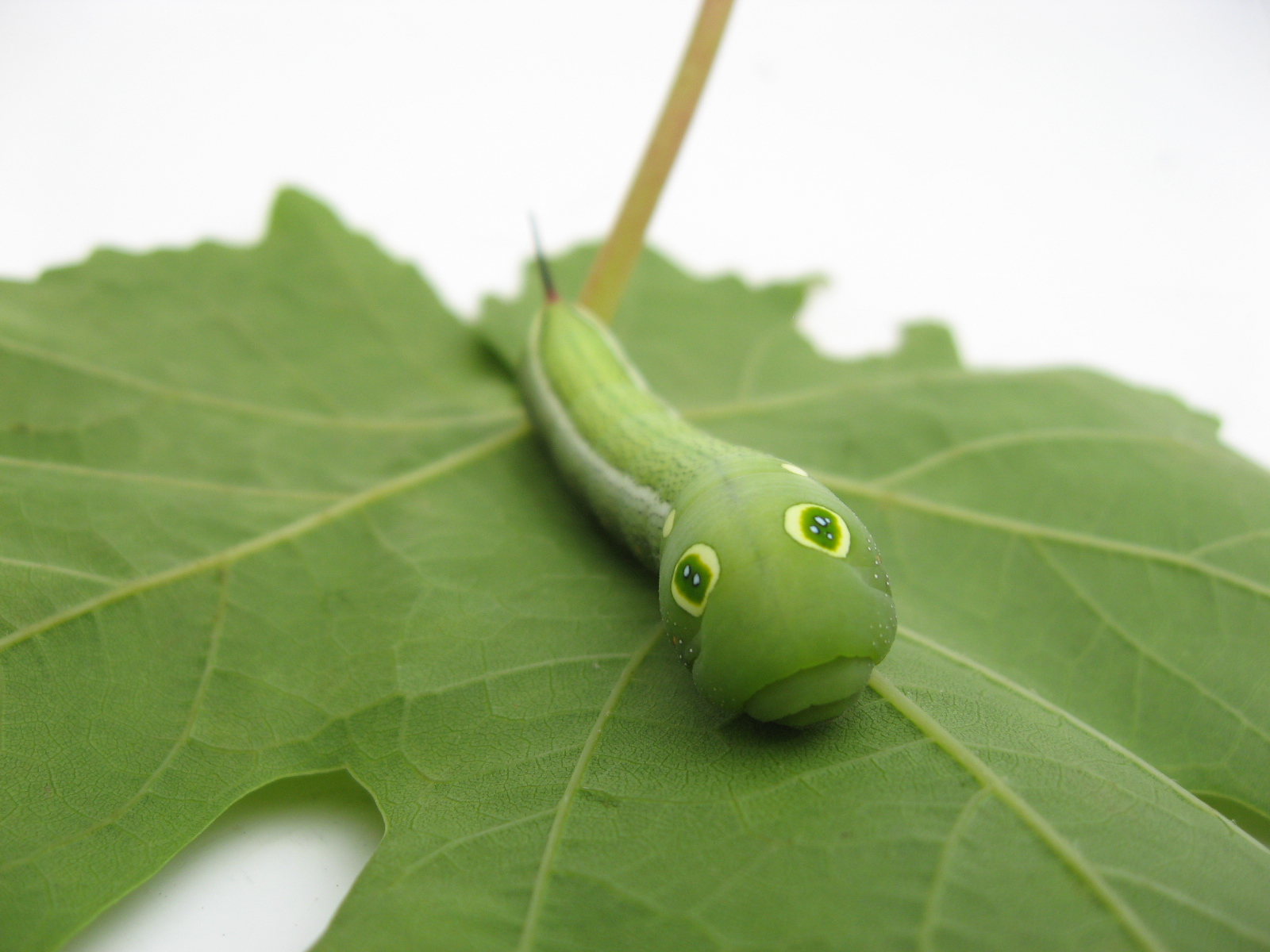
A hernyó szemfoltjaival elijeszti a ragadozókat